# Pap Ignác
Pap Ignác (Veszprém, 1800. július 29. – Veszprém, 1870. március 22.) orvosdoktor, a veszprémi káptalan orvosa.

## Élete
Középiskoláit szülőföldjén, a bölcseletet Pesten végezte. Édesapját korán elvesztette, egyedül magára hagyatva tanítgatással kereste kenyerét. Idővel azonban a szükség köréből kiemelkedett, a tanítás igazi szenvedéllyé vált számára és elhatározta, hogy a tanítói pályán állhatatosan megmarad és igyekezett magát kiváló nevelővé kiképezni. Mint nevelő először a nemes Késmárky-házban nyert alkalmazást, ahol néhány évig működött. 1825-ben a veszprémi elemi iskolákban lett helyettes tanító, miután ugyanazon évben a győri képzőben a szükséges vizsgálatnak magát alávetette és a képesítő oklevelet megszerezte, majd rendes tanítóként működött tovább. Ernyedetlen szorgalommal nyolc éve dolgozott már ezen a pályán, amikor 1832-ben a középiskola egyik tanára őt az ifjúság előtt nyilvánosan megsértette. Elégtételért folyamodott, melyet megtagadtak tőle, ezért elöljáróinak kérelme ellenére is lemondott tanítói állásáról. Ezután az orvosi tanulmányok bevégeztével, 1837-ben orvosdoktorrá avatták. 1844-ben a veszprémi káptalan külorvosi állásával tisztelték meg. 1846-ban tanszéke megüresedett és újra felkínálták számára, de ő kérlelhetetlen maradt; ehelyett a magyar ifjúság ügyét irodalmi úton kivánta előmozdítani. Felesége Schvartz (Schvarz) Jozefa volt, akivel 1825. július 29-én kötött házasságot Veszprémben.
Költeményei az Urániában (1828-29), a Minervában (1830), a Figyelőben (XX); a Nemzetőrben (1848. máj. 27.), a Magyar Néplapban 1856. 29. sz.); cikkei az Ismertetőben (1841. Egy nagy kérdés a marhadög ügyében, A sertések nevezetesebb járványairól, Az ebekről, óvrendi tekintetben a víziszony ellen, Az avas lenmagolaj mint orvosság, Óvószer a háziállatok szokott ragályos bántalmai ellen, Sósavany, Védszer a szénsav rendellenes gyüleme ellen, Előleges figyelmeztetés a tövises csimpaj, Xanthium spinosum, új hazai növényre sat.); a Magyar Gazdában (1841. A szarvasmarha vérvizelléséről, A tehenek rendellenes borjazásáról); az Orvosi Tárban (1841. Magfolyás); a Pesti Hírlapban (1841. 49., 50. sz. Egy nagy kérdés a marhadög ügyében); írt még a Kultsár István Hasznos Mulatságaiba, a Sasba s Felsőmagyarországi Minervába.

## Munkái
- Tisztelet-oszlop, melyet mélt. és főt. Kopácsy József úr, prisztinai választott püspök neve ünnepére márcz. 19. 1821. emelt. Pest. (Költemény).
- Érdemünnep, melyet mélt. gelei és makai Makay Antal veszprémi püspök ő nagyságának, midőn a veszprémi főpásztori hivatalába általtétetne, valódi tiszteletbül tartott 1824. Veszprém, 1824. (Költ.)
- Zircz ünnepe, melyet ft. Villax Ferdinánd apát ur tiszteletére, midőn zirczi, pilisi és pásztói apátságába beiktattatnék, tartott a két Zirczre ügyellő veszprémi oskola. Uo. 1826. (Költ.).
- Eredeti holmi. Uo. 1827. (Az okos feleség, ered. nemzeti vígj. 1 felv., A csók, ered. nemzeti vígj. 1 felv. Költemények, Anekdoták).
- Magyar Poézis, Alapúl a verselni Kivánók kedvéért szerzette Papp Ignácz. Uo. 1828. (Ism. Toldy Ferencz Összegyűjtött Munkái VIII. 263. l. Újabb kiadása: Magyar poézis, a tanuló ifjúság közhasznára cz. Pest, 1835.). Online
- Értekezés a veszprémi fő nemzeti oskoláról. Veszprém, 1829.
- Magyar ortografia. Székes-Fejérvár, 1830.
- TT. TT. director és professor urak névnapjait érdeklő köszöntő versek. A tanuló ifjúság közhasznára. Uo. 1831. (60 költeményen kívül: A két hív barát bajban is, vagy: a háladatosság ünnepe. Ered. vígj. 2 felv.).
- Mélt. Horváth János ur ő nagyságához, midőn Veszprémben decz. 18. 1831. székesfejérvári püspökké szenteltetnék. Veszprém. (Költ.).
- Ft. Balassa Gábor urhoz, midőn márcz. 24. 1832. a veszprémi nemes káptalan tagjai közé beiktattatnék. Uo. (Költ.).
- Ekhó. I. kötet. Uo. 1832. (Zodonyi Ágnes, ered. szomorújáték 5 felv. hazai literatura, könyvismertetések).
- A szarvasmarha élete kór- és gyógytani tekintetben. A hazánkban uralkodó marhadögöt tárgyazva saját tapasztalatai után. Uo. 1842.
- Sebészi Almanach 1843-dik évre. I. kötet. Alapítá, szerkeszti és kiadja Pest, 1843. (Schöpf kőnyom. arczk. és névaláírásával).
- Elemi költészet-tan, segéd-könyvül költészet-halgatók számára. Veszprém, 1846. Online
- Ékesszólástan. Veszprém, 1847. Online
- A cholera és specificumai. Népiesen írta. Pest, 1855.
- Villanykór. (Cholera). Biztos segítő módok a cholera ellen. Pápa, 1866.

### Kéziratban
- Ronow Ágnes, dráma 5 felvonásban (fordítás).